# 레롱비엣
레롱비엣(베트남어: Lê Long Việt / 黎龍鉞, 티엔푹(天福) 4년(983년) ~ 응티엔(應天) 12년(1005년))은 대구월 전 레 왕조의 제2대 황제(재위: 1005년)이다. 묘호는 중종(베트남어: Trung Tông / 中宗)이며, 레호안의 셋째 아들이다.

## 생애
성품이 온화해서 11명의 형제 중에서 레호안에게 총애를 많이 받았다. 남봉왕(南封王)에 봉해지고, 이후 황태자(皇太子)가 되었다.
레호안이 죽자 황제로 즉위했으나, 3일 만에 동생인 개명왕(開明王) 레롱딘에게 살해당했다.

## 기년
| 중종        | 원년            |
| ----------- | --------------- |
| 서력 (西曆) | 1005년          |
| 간지 (干支) | 을사(乙巳)      |
| 연호 (年號) | 응천(應天) 12년 |

| 전 임 레호안 | 제2대 대구월 전 레 왕조의 황제 1005년 | 후 임 레롱딘 |